# Thames (Buenos Aires)
Pour les articles homonymes, voir Thames.
Thames est une petite localité dans la province de Buenos Aires, en Argentine. Elle est située dans le partido d'Adolfo Alsina.

## Géographie
Thames se situe à 507 km au sud-ouest de Buenos Aires et à 55 km au nord-ouest de Carhué, chef-lieu du partido. La localité est proche de la frontière entre la province de Buenos Aires et la province de La Pampa (environ 8 km). Aucun cours d'eau ne traverse Thames.

### Transports
La localité est reliée à Villa Maza et Rivera par le chemin provincial secondaire 001-07. Thames disposait d'une liaison ferroviaire avec Catriló et Rivera par le Chemin de fer Domingo Faustino Sarmiento (ligne Huinca Renancó-General Pico-Catriló-Darregueira).

## Toponymie
Le nom de la localité rend hommage à José Ignacio Thames (José Ignacio Thames (es)), un des signataires de la déclaration d'indépendance de l'Argentine.

## Histoire
La gare de la localité est inaugurée en 1908.

## Population et société
Thames comptait 25 habitants en 2001, mais a été considérée comme population rurale dispersée durant le recensement de 2010. Elle dépend de la délégation municipale de Villa Maza, représentée par Fernando Volpe.
On trouve une école à Thames. Après la fermeture de la gare dans les années 1970, le village s'est fortement dépeuplé et de nombreux commerces et services ont fermé.

## Patrimoine culturel et touristique
- Ancienne gare de la localité, inaugurée en 1908.